# Banco Itaú (Chile)
Banco Itaú (también conocido simplemente por su marca comercial Itaú) fue una empresa bancaria chilena, filial del grupo bancario brasileño Itaú. En 2016 desaparece tras la fusión con Corpbanca para crear Itaú Corpbanca.

## Historia
Banco Itaú Chile funcionó desde 1980 hasta 2007 como BankBoston, filial del banco estadounidense del mismo nombre, que había sido fundado en Estados Unidos en 1784, y que en 2004 se fusionó con Bank of America.
Dos años más tarde, en septiembre de 2006, este puso a la venta sus operaciones en la región, que fueron comprados por el grupo financiero Itaú.
Después de que la Superintendencia de Bancos e Instituciones Financieras de Chile visara la compra, el 9 de febrero de 2007, el banco tomó el nombre de su nuevo dueño, el 28 de ese mes de ese año.

### Fusión con Corpbanca
El 29 de enero de 2014, Banco Itaú Chile confirmó a la Superintendencia de Valores y Seguros (SVS) su fusión con Corpbanca, perteneciente al grupo del empresario local Álvaro Saieh. Esto, mediante un aumento de capital de USD$652 millones.
De acuerdo al hecho esencial, "se someterá a la aprobación de las Juntas Extraordinarias de Accionistas de CorpBanca y de Banco Itaú Chile la fusión entre ambas entidades, absorbiendo CorpBanca a Banco Itaú Chile, el que se denominará Itaú Corpbanca". Una vez fusionado en 2016, el nuevo banco continuó utilizando la marca comercial Itaú.

## Fundación Itaú
El banco continuó con la fundación cultural heredada de BankBoston. A partir de marzo de 2012 a la Fundación Itaú —que define su misión como “promover iniciativas sustentables de alto impacto en cultura, desarrollo social y educación para contribuir a crear una sociedad más equitativa y diversa”— se incorporó como uno de sus directores Milan Ivelic Kusanovic, quien encabezó el Museo Nacional de Bellas Artes de 1993 a 2011. Además de Espacio Arte Abierto en la casa matriz del banco, en el barrio El Golf, la Fundación inauguró en julio de 2013 la sala expositiva Suecia 26.